# Бомбон (филм)
Бомбон (пас) (шп. Bombón (el Perro)) је аргентински филм редитеља Карлоса Сорина из 2005. године. Радња филма је смештена у Патагонији. Филм говори о незапосленом човеку чија се срећа мења када му поклоне пса расе аргентинска дога у знак захвалности за добро обављен посао. Филм обрађује на веома суптилан и специфичан начин однос између човека и пса, као и однос између самих људи.